# Sergia erythraeensis
Sergia erythraeensis is een tienpotigensoort uit de familie van de Sergestidae. De wetenschappelijke naam van de soort is voor het eerst geldig gepubliceerd in 2001 door Iwasaki & Couwelaar.